# American Stock Exchange
American Stock Exchange (AMEX) – amerykańska giełda zlokalizowana w Nowym Jorku. AMEX to organizacja wzajemna, należąca do jej członków. Przed 1929 była znana jako New York Curb Exchange.
17 stycznia 2008 NYSE Euronext ogłosiło, że chciałoby nabyć American Stock Exchange za 260 milionów dolarów amerykańskich.